# Heliophanus pygmaeus
Heliophanus pygmaeus är en spindelart som beskrevs av Wesolowska, Russel-Smith 2000. Heliophanus pygmaeus ingår i släktet Heliophanus och familjen hoppspindlar. Inga underarter finns listade i Catalogue of Life.